# View-Master

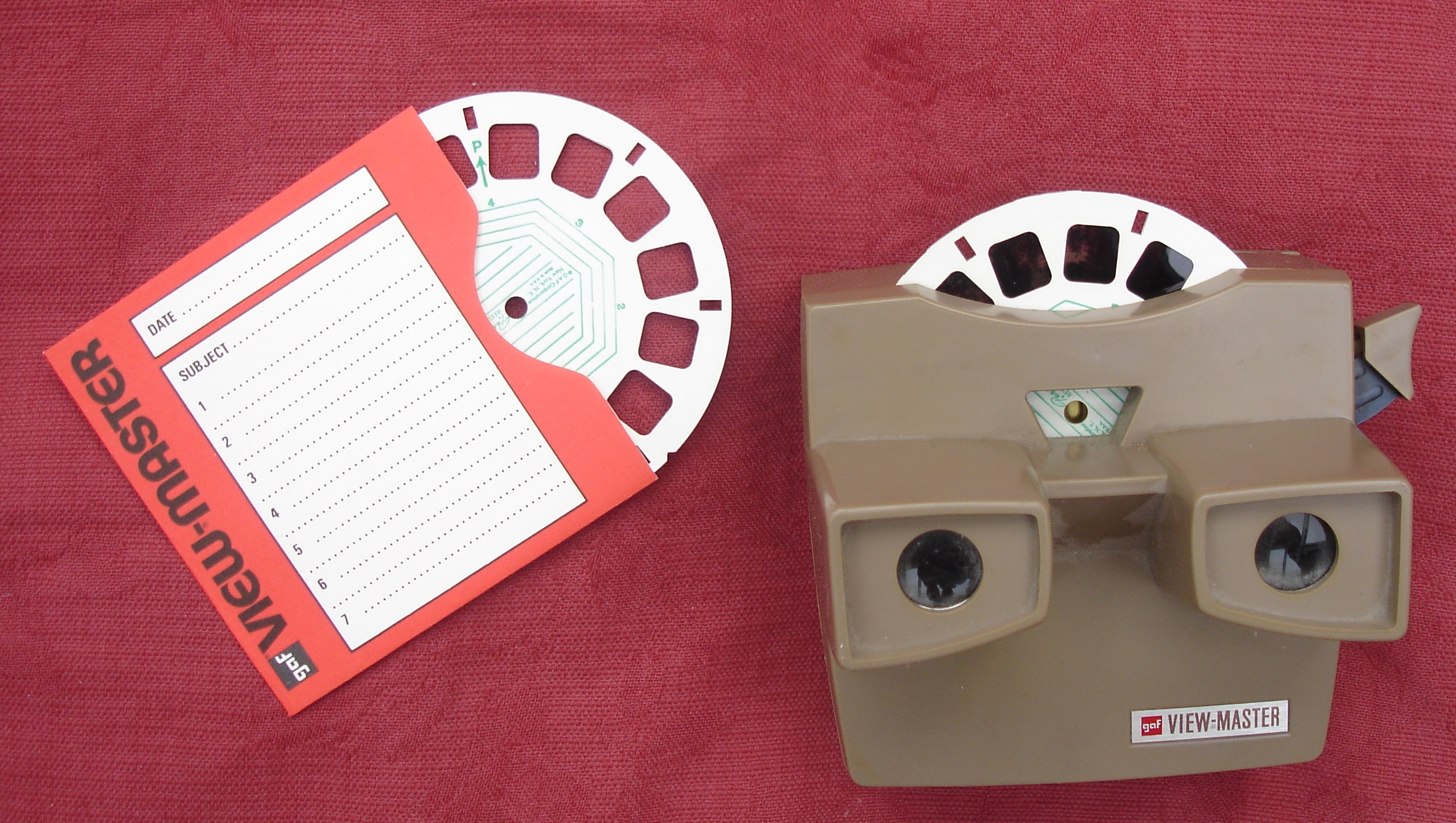
View-Master med bildskivor

View-Master är en apparat med vilken man kan titta på tredimensionella bilder genom så kallad stereoskopi.

## Historik
Även om man idag uppfattar den som en leksak, började View-Master år 1939 sin glansperiod som underhållningsapparat lika mycket för vuxna som för barn. Den uppfanns av William Gruber, och tillverkades av företaget Sawyer's med huvudkontor i Portland i delstaten Oregon i USA. Det nya View-Mastersystemet var ett långt steg förbi Oliver Wendell Holmes stereobetraktare för stereokort, en apparat från 1800-talet som dittills haft nära nog monopol på stereobilder. Holmes bilder höll ungefär formatet 9x18 cm, och var svartvita fotografier eller litografier som limmats på en pappskiva.
Under 1930-talet kom färgfilmen och Kodaks nya transparenta film Kodachrome, som hade ett mycket fint korn. Med denna skarpa film som bas kunde View-Master erbjuda sju par bilder på en bildskiva som ändå var väsentligt mindre än de gamla stereokorten. På köpet kom upplevelsen av färg. Och eftersom den nya filmen var en diafilm, skulle den ses nedstoppad i en kikarliknande betraktningsapparat, som i sin tur skulle hållas mot ljuset. Från 1939 till 1950 såldes bildskivorna till View-Master styckevis. Tidigt under 1950-talet hade Sawyer's tillräckligt med titlar för att gruppera dem till ett stort antal paket om tre skivor vardera.
År 1951 köpte man upp rivaliserande Tru-Vue, och fick bland annat rättigheterna till Disneyfigurer. 1957 övergick hela produktionen i stort till tre-pack och ett nytt, lika ofullkomligt, nummersystem infördes för dessa i stället för de individuella bildskivorna. De äldre "singelskivorna" ingick i paket fram till mitten av 1960-talet, då Sawyer's gamla lager av skivor var slut. Alla nya skivor fick nya nummer för att passa 3-skivepaketen.
Mot slutet av 1966 köptes Sawyer's upp av General Aniline & Film (GAF) Corporation. Kunderna märkte köpet till en början mest på den nya designen av bildskivornas skyddskuvert. Men GAF-eran medförde två andra stora förändringar:
- Motiv som resmål och vyer fick vika för underhållningstitlar (film, TV, seriefigurer, sport). Samtidigt infördes ett utbud avsett bara för barn.
- Just då märkte inte kunderna att Kodachromefilmen byttes ut mot en annan sorts diafilm, det kom som en obehaglig överraskning långt senare, då de nya bilderna hade ett mer blå-grönt utseende som skiftade över i magenta endast efter ett par år, beroende på hur de lagrats. Kopiering över mellannegativ gav mer kontroll över exponeringen än den positiva-till-positiva överföringen, men medförde en kopiegeneration som gav ökad kornstorlek och mindre kontrast. Även skärpan kunde bli lidande.

GAF sålde 1981 View-Master till en grupp av investerare ledd av Arnold Thaler, företaget döptes till View-Master International Group (VMI). Två stora förändringar genomfördes:
- Dels byte från 3-skivepaket till bubbelpack (sk. blisterpack). Den sista kuvertbaserade paketdesignen (V2-varianten) markerar slutet på View-Master som samlarobjekt, anser många samlare.
- Dels upphörde direktförsäljningen från kontoret i Portland, Oregon. World-Wide Slides i Chicago fick licens att saluföra View-Master på postorder.

År 1984 köptes VMI upp av Ideal Toy Company som döpte företaget till View-Master Ideal Group; V-M Ideal köptes i sin tur upp av Tyco Toys 1989. I mars 1997 slogs Tyco, inklusive View-Master Ideal Group, ihop med Mattel Inc, troligen världens största leksakskoncern. View-Master marknadsförs nu under Fisher-Price varumärke. I mars 2009 meddelade Fisher-Price att produktionen av View-Master-apparater upphört. Senare samma år meddelade Seattleföretaget Alpha-Cine att man nått ett avtal om att fortsätta produktionen.
Mer än en miljard bildskivor uppges ha tillverkats sedan starten 1939.

### Fotnoter
1. ↑  Mary Ann Sell (10 november 2017). ”Focusing on View-Master history and value” (på engelska). Antique Trader. https://www.antiquetrader.com/toys-collectibles/focusing-view-master-history-value/. Läst 2 november 2019.
2. ↑  Jan Melin (9 mars 2009). ”Sorg i 3D-världen” (på svenska). Ny teknik. https://www.nyteknik.se/popularteknik/sorg-i-3d-varlden-6411539. Läst 2 november 2019.
3. ↑  Matthew Mallon (30 november 2010). ”Throwback Products We Love”. Minyanville. Arkiverad från originalet den 2 november 2019. https://web.archive.org/web/20191102115632/http://www.minyanville.com/special-features/articles/View-Master-Fisher-Price-Mattel-Fisher/11/30/2010/id/31356. Läst 2 november 2019.